# Desmodium plectocarpum
Desmodium plectocarpum är en ärtväxtart som beskrevs av William Botting Hemsley. Desmodium plectocarpum ingår i släktet Desmodium och familjen ärtväxter. Inga underarter finns listade i Catalogue of Life.